# Medicago retrorsa
Medicago retrorsa là một loài thực vật có hoa trong họ Đậu. Loài này được (Boiss.) E.Small miêu tả khoa học đầu tiên.